# Hoya bandaensis
Hoya bandaensis är en oleanderväxtart som beskrevs av Rudolf Schlechter. Hoya bandaensis ingår i släktet Hoya och familjen oleanderväxter. Inga underarter finns listade i Catalogue of Life.